# Sbatti il mostro in prima pagina
Sbatti il mostro in prima pagina è un film del 1972 diretto da Marco Bellocchio ed interpretato da Gian Maria Volonté. Il film mette in evidenza gli stretti legami fra stampa, politica e forze dell'ordine, raccontando come un importante giornale possa manipolare l'informazione pubblica e lo svolgimento delle stesse vicende, per cercare di indurre una precisa reazione nell'elettorato.
La storia dell'omicidio della studentessa ricorda una vicenda che occupò realmente per mesi le prime pagine dei giornali dell'epoca. Si tratta del caso di Milena Sutter, studentessa modello appartenente ad una famiglia della buona società genovese, che fu uccisa in circostanze simili a quelle narrate dal film. Il colpevole arrestato per il delitto, Lorenzo Bozano, venne poi definito «il biondino dalla spider rossa».

## Trama
Milano. Nel clima teso della contrapposizione politica degli anni di piombo, nella redazione del quotidiano borghese e di destra Il Giornale, il redattore capo Bizanti, su invito della proprietà, segue gli sviluppi di un omicidio a sfondo sessuale di cui è rimasta vittima una studentessa, allo scopo di incastrare un militante della sinistra extraparlamentare e strumentalizzare politicamente la vicenda.
La campagna mediatica sortisce l'effetto sperato e il "mostro" viene condannato innanzitutto sulle prime pagine del giornale. La condanna, in primis morale, aiuta l'area reazionaria a screditare gli ambienti della sinistra nella fase elettorale. Alla fine, Bizanti viene informato dal giovane giornalista Roveda che il vero colpevole è un'altra persona, ossia il bidello della scuola frequentata dalla vittima.
Bizanti minaccia quindi l'assassino, inducendolo a non rivelare niente alle forze dell'ordine. In una discussione conclusiva con l'ingegner Montelli, un industriale finanziatore del giornale, i due concordano di tenere segreta la vicenda fino a quando si conoscerà l'esito delle elezioni, per poi deciderne l'eventuale utilizzo.

## Produzione
Il progetto originale vedeva alla regia Sergio Donati, autore del soggetto e - assieme al critico Goffredo Fofi - della sceneggiatura, che vi rinunciò per dissidi con Volonté.
Il film fu girato nella primavera del 1972 a Milano. Per la sede del quotidiano fu utilizzata la sezione milanese de l'Unità.

## Curiosità
- Il film si apre con alcune riprese reali di un comizio a Milano della Maggioranza silenziosa, un comitato anticomunista a cui aderivano esponenti democristiani, missini, liberali e monarchici. L'oratore è un giovane Ignazio La Russa, futuro Ministro della Difesa nel quarto governo di Silvio Berlusconi e Presidente del Senato della Repubblica italiana nella XIX legislatura.

## Distribuzione
Fu distribuito nelle sale italiane il 19 ottobre 1972.

## Accoglienza

### Critica
In occasione del suo ritorno in sala il 4 luglio 2024, il critico Tonino De Pace su Sentieri Selvaggi lo inquadra temporalmente notando che "Sbatti il mostro in prima pagina, nonostante gli anni, costituisce un’utile riflessione sull’utilizzo della stampa in rapporto ad ogni reale o presunta verità".
(Alberto Moravia, L'Espresso, 12 novembre 1972)
(Segnalazioni cinematografiche, vol. 75, 1973)
(Massimo Bertarelli, il Giornale, 24 febbraio 2003)

## Nella cultura di massa
- Il rapper Willie Peyote si ispira al film per la canzone Mostro, contenuta nell’album Iodegradabile.[5]